# Sukarno M. Noor
Sukarno M. Noor (ur. 13 września 1931 w Batavii, zm. 26 lipca 1986 w Dżakarcie) – indonezyjski aktor filmowy i teatralny. W trakcie swojej kariery otrzymał trzy nagrody Citra (Festival Film Indonesia), za grę aktorską w filmach Anakku Sajang (1960), Dibalik Tjahaja Gemerlapan (1967), Kemelut Hidup (1979).
Jego syn – Rano Karno – również jest aktorem.

## Filmografia
- Tjorak Dunia (1955)
- Sri Kustinah (1956)
- Air Mata Ibu (1957)
- Tjambuk Api (1958)
- Korban Fitnah (1959)
- Istana yang Hilang (1960)
- Pagar Kawat Berduri (1961)
- Anak-anak Revolusi (1964)
- Liburan Seniman (1965)
- Jampang Mencari Naga Hitam (1969)
- Si Gondrong (1970)
- Lewat Tengah Malam (1971)
- Mama (1972)
- Lingkaran Setan (1973)
- Senyum Di Pagi Bulan Desember (1974)
- Tengkorak Hitam (1978)
- Oma Irama Santai (1979)